# Jake Hughes
Jake Hughes (ur. 30 maja 1994 w Birmingham) – brytyjski kierowca wyścigowy. Mistrz Brytyjskiej Formuły BRDC w 2013 roku. W 2022 roku kierowca Formuły 2 w zespole Van Amersfoort Racing.

## Kariera

### Formuła Renault 2.0
Hughes rozpoczął karierę w jednomiejscowych samochodach wyścigowych w 2012 roku od startów w Formule Renault BARC. W edycji zimowej był czternasty, a w głównej serii trzydziesty. Na sezon 2014 Brytyjczyk podpisał kontrakt z brytyjską ekipą Mark Burdett Motorsport na starty w Północnoeuropejskiego Pucharu Formuły Renault 2.0. W ciągu piętnastu wyścigów, w których wystartował, raz stanął na podium. Z dorobkiem 152 punktów uplasował się na ósmej pozycji w klasyfikacji generalnej. Wystartował także gościnnie w sześciu wyścigach Europejskiego Pucharu Formuły Renault 2.0, gdzie drugi wyścig na torze Circuito de Jerez ukończył na ósmej pozycji. Również na torze Circuito de Jerez wystartował gościnnie w Alpejskiej Formule Renault 2.0.

### Formuła 4 BRDC
W sezonie 2013 Hughes zwyciężył w czterech wyścigach Formuły 4 BRDC oraz dziesięciokrotnie stawał na podium. Dorobek 445 punktów wystarczył na zdobycie mistrzowskiego tytułu.

### Formuła Renault
W 2014 roku awansował do Formuły Renault 2.0 NEC. Reprezentując barwy zespołu Marka Blundella oraz ART Grand Prix Brytyjczyk jedyne podium odnotował na torze Silverstone, gdzie zajął trzecią lokatę. Dzięki zdobyciu 152 punktów zajął 8. miejsce w końcowej klasyfikacji. Zaliczył także starty z „dziką kartą” w europejskiej oraz alpejskiej edycji. Najlepsze wyniki odnotował na hiszpańskim torze Jerez de la Frontera, gdzie dojeżdżał piąty oraz ósmy.
W kolejnym sezonie był etatowym zawodnikiem fińskiej ekipy Koiranen GP. Jake ścigał się zarówno w europejskim, jak i alpejskim cyklu. W pierwszej z nich pięciokrotnie stawał na podium i w pierwszej połowie sezonu aspirował do tytułu mistrzowskiego. Jedyne zwycięstwo odnotował w drugim starcie na torze Spa-Francorchamps. Zdobyte punkty sklasyfikowały go na 6. miejscu. W drugiej z nich był jednym z poważnych kandydatów do tytuł. W środkowej fazie sezonu wyszedł na prowadzenie w mistrzostwach i do ostatniej rundy był liderem cyklu. Na torze w Jerez de la Frontera lepiej spisał się jednak jego rywal Jack Aitken i to on sięgnął po tytuł. Hughes aż jedenastokrotnie stawał na podium, z czego czterokrotnie na jego najwyższym stopniu.

### Formuła 3
W 2016 roku Brytyjczyk wystartował w kończącej sezon rundzie na torze Hockenheimring. Reprezentując ekipę Carlin, Hughes zajął czwartą i trzecią pozycję. Dzięki zdobytym punktom sezon zakończył na 16. miejscu. Na koniec sezonu wystartował także w Grand Prix Makau, w którym dojechał na 6. pozycji.

### Seria GP3
W roku 2016 Jake awansował do serii GP3 reprezentował barwy debiutującego, aczkolwiek uznanego zespołu DAMS. Hughes już w pierwszej sesji kwalifikacyjnej był najszybszy, natomiast wyścig przegrał jedynie z późniejszym mistrzem, Monakijczykiem Charles’em Leclerkiem. W dalszej fazie sezonu nie zdobywał regularnie punktów, jednak był zdolny do zajęcia jeszcze trzykrotnie miejsca na podium, w tym dwóch zwycięstw w sprintach – sukces odniósł na torze Hockenheimring oraz w Abu Zabi. Dzięki triumfowi w ostatnim wyścigu sezonu zdołał zakończyć sezon na 8. miejscu.

## Wyniki

### Podsumowanie
| Sezon | Seria                                         | Zespół                  | Starty | P1 | PP | NO | Podia | Punkty | Pozycja |
| ----- | --------------------------------------------- | ----------------------- | ------ | -- | -- | -- | ----- | ------ | ------- |
| 2012  | Protyre Formuła Renault BARC (edycja zimowa)  | MGR Motorsport          | 2      | 0  | 0  | 0  | 0     | 24     | 14      |
| 2012  | Protyre Formuła Renault BARC                  | Antel Motorsport        | 2      | 0  | 0  | 0  | 0     | 7      | 30      |
| 2012  | Single-seater V de V Challenge                | Antel Motorsport        | 2      | 0  | 0  | 0  | 0     | 25     | 45      |
| 2013  | Formuła 4 BRDC                                | Lanan Racing            | 24     | 4  | 4  | 6  | 10    | 445    | 1       |
| 2014  | Europejski Puchar Formuły Renault 2.0         | Mark Burdett Motorsport | 6      | 0  | 0  | 0  | 0     | 0      | NS†     |
| 2014  | Europejski Puchar Formuły Renault 2.0         | Strakka Racing          | 6      | 0  | 0  | 0  | 0     | 0      | NS†     |
| 2014  | Północnoeuropejski Puchar Formuły Renault 2.0 | Mark Burdett Motorsport | 15     | 0  | 0  | 0  | 1     | 152    | 8       |
| 2014  | Alpejska Formuła Renault 2.0                  | Mark Burdett Motorsport | 2      | 0  | 0  | 0  | 0     | 0      | NS†     |
| 2015  | Europejski Puchar Formuły Renault 2.0         | Koiranen GP             | 17     | 1  | 1  | 0  | 5     | 160    | 6       |
| 2015  | Alpejska Formuła Renault 2.0                  | Koiranen GP             | 16     | 3  | 2  | 3  | 7     | 237    | 2       |
| 2016  | Europejska Formuła 3                          | Carlin                  | 3      | 0  | 0  | 1  | 1     | 27     | 16      |
| 2016  | Grand Prix Makau                              | Carlin                  | 2      | 0  | 0  | 0  | 0     | n.d.   | 6       |
| 2016  | Seria GP3                                     | DAMS                    | 18     | 2  | 1  | 2  | 4     | 90     | 8       |
| 2017  | Europejska Formuła 3                          | Hitech GP               | 30     | 1  | 2  | 2  | 7     | 207    | 5       |
| 2018  | Seria GP3                                     | ART Grand Prix          | 18     | 1  | 0  | 0  | 3     | 85     | 8       |
| 2018  | F3 Asian Championship                         | Hitech GP               | 9      | 9  | 6  | 8  | 9     | 225    | 2       |
| 2018  | Grand Prix Makau                              | Hitech GP               | 1      | 0  | 0  | 0  | 0     | n.d.   | 4       |
| 2019  | Formuła 3                                     | HWA Racelab             | 16     | 1  | 1  | 2  | 4     | 90     | 7       |
| 2019  | Grand Prix Makau                              | HWA Racelab             | 1      | 0  | 0  | 1  | 0     | n.d.   | 17      |
| 2019  | Formula Regional European Championship        | KIC Motorsport          | 3      | 0  | 0  | 1  | 3     | 45     | 12      |
| 2020  | Formuła 3                                     | HWA Racelab             | 18     | 2  | 0  | 3  | 4     | 111,5  | 7       |
| 2020  | Formuła 2                                     | BWT HWA Racelab         | 2      | 0  | 0  | 0  | 0     | 0      | 23      |
| 2021  | Formuła 3                                     | Carlin Buzz Racing      | 3      | 0  | 0  | 0  | 0     | 0      | 27      |
| 2021  | Formuła 2                                     | HWA Racelab             | 8      | 0  | 0  | 0  | 0     | 8      | 18      |
| 2022  | Formuła 2                                     | Van Amersfoort Racing   |        |    |    |    |       |        |         |

† – Hughes nie był zaliczany do klasyfikacji.

### GP3
| Legenda oznaczeń w tabelach wyników Wyświetl szablon na nowej stronie | Legenda oznaczeń w tabelach wyników Wyświetl szablon na nowej stronie                                                                     |
| Oznaczenie                                                            | Wyjaśnienie |
| --------------------------------------------------------------------- | --- |
| Złoty                                                                 | Zwycięzca lub mistrzostwo |
| Srebrny                                                               | 2. miejsce lub wicemistrzostwo |
| Brązowy                                                               | 3. miejsce lub II wicemistrzostwo |
| Zielony                                                               | Ukończył, punktował (w klasyfikacji generalnej, gdy zdobył co najmniej jeden punkt na przestrzeni sezonu, poza trzema powyższymi opcjami) |
| Niebieski                                                             | Ukończył, nie punktował (w klasyfikacji generalnej, gdy nie zdobył co najmniej jednego punktu na przestrzeni sezonu)                      |
| Czerwony                                                              | Nie zakwalifikował się (NZ) |
| Czerwony                                                              | Nie prekwalifikował się (NPK) |
| Różowy                                                                | Nie ukończył (NU) |
| Różowy                                                                | Niesklasyfikowany (NS) (w klasyfikacji generalnej, gdy nie został sklasyfikowany w żadnym wyścigu sezonu)                                 |
| Czarny                                                                | Zdyskwalifikowany (DK) |
| Czarny                                                                | Wykluczony (WYK/EX) |
| Biały                                                                 | Nie wystartował (NW) |
| Biały                                                                 | Kontuzjowany (K/INJ) |
| Biały                                                                 | Wyścig odwołany (OD/C) |
| Bez koloru                                                            | Został wycofany (WYC/WD) |
| Bez koloru                                                            | Nie przybył (NP/DNA) |
| Bez koloru                                                            | Nie brał udziału w treningach (NT/DNP) |
| Bez koloru                                                            | Nie został zgłoszony (–) |
| Pogrubienie                                                           | Start z pole position |
| Kursywa                                                               | Najszybsze okrążenie wyścigu |
| †                                                                     | Nie ukończył, ale jego rezultat został zaliczony ze względu na przejechanie więcej niż 90% dystansu wyścigu.                              |
| *                                                                     | Sezon w trakcie |
| 1/2/3                                                                 | Punktowana pozycja w sprincie kwalifikacyjnym                                                                                             |
| Lista systemów punktacji Formuły 1                                    | |

| Rok  | Zespół         | Wyniki w poszczególnych eliminacjach | Wyniki w poszczególnych eliminacjach | Wyniki w poszczególnych eliminacjach | Wyniki w poszczególnych eliminacjach | Wyniki w poszczególnych eliminacjach | Wyniki w poszczególnych eliminacjach | Wyniki w poszczególnych eliminacjach | Wyniki w poszczególnych eliminacjach | Wyniki w poszczególnych eliminacjach | Wyniki w poszczególnych eliminacjach | Wyniki w poszczególnych eliminacjach | Wyniki w poszczególnych eliminacjach | Wyniki w poszczególnych eliminacjach | Wyniki w poszczególnych eliminacjach | Wyniki w poszczególnych eliminacjach | Wyniki w poszczególnych eliminacjach | Wyniki w poszczególnych eliminacjach | Wyniki w poszczególnych eliminacjach | Punkty | Pozycja |
| ---- | -------------- | ------------------------------------ | ------------------------------------ | ------------------------------------ | ------------------------------------ | ------------------------------------ | ------------------------------------ | ------------------------------------ | ------------------------------------ | ------------------------------------ | ------------------------------------ | ------------------------------------ | ------------------------------------ | ------------------------------------ | ------------------------------------ | ------------------------------------ | ------------------------------------ | ------------------------------------ | ------------------------------------ | ------ | ------- |
| 2016 | DAMS           | ESP                                  | ESP                                  | AUT                                  | AUT                                  | GBR                                  | GBR                                  | HUN                                  | HUN                                  | GER                                  | GER                                  | BEL                                  | BEL                                  | ITA                                  | ITA                                  | MAL                                  | MAL                                  | ARE                                  | ARE                                  | 90     | 8       |
| 2016 | DAMS           | 2                                    | 8                                    | 8                                    | 6                                    | NU                                   | 17                                   | 23                                   | 19                                   | 8                                    | 1                                    | NU                                   | NU                                   | 3                                    | 10                                   | NU                                   | 12                                   | 7                                    | 1                                    | 90     | 8       |
| 2018 | ART Grand Prix | CAT                                  | CAT                                  | LEC                                  | LEC                                  | RBR                                  | RBR                                  | SIL                                  | SIL                                  | HUN                                  | HUN                                  | SPA                                  | SPA                                  | MNZ                                  | MNZ                                  | SOC                                  | SOC                                  | YMC                                  | YMC                                  | 85     | 8       |
| 2018 | ART Grand Prix | 13                                   | 3                                    | 10                                   | 17                                   | 5                                    | 1                                    | NU                                   | 8                                    | 16                                   | 14                                   | 7                                    | 4                                    | 9                                    | 4                                    | 7                                    | 16                                   | 7                                    | 2                                    | 85     | 8       |

### Europejska Formuła 3
| Rok  | Zespół    | Wyniki w poszczególnych eliminacjach | Wyniki w poszczególnych eliminacjach | Wyniki w poszczególnych eliminacjach | Wyniki w poszczególnych eliminacjach | Wyniki w poszczególnych eliminacjach | Wyniki w poszczególnych eliminacjach | Wyniki w poszczególnych eliminacjach | Wyniki w poszczególnych eliminacjach | Wyniki w poszczególnych eliminacjach | Wyniki w poszczególnych eliminacjach | Wyniki w poszczególnych eliminacjach | Wyniki w poszczególnych eliminacjach | Wyniki w poszczególnych eliminacjach | Wyniki w poszczególnych eliminacjach | Wyniki w poszczególnych eliminacjach | Wyniki w poszczególnych eliminacjach | Wyniki w poszczególnych eliminacjach | Wyniki w poszczególnych eliminacjach | Wyniki w poszczególnych eliminacjach | Wyniki w poszczególnych eliminacjach | Wyniki w poszczególnych eliminacjach | Wyniki w poszczególnych eliminacjach | Wyniki w poszczególnych eliminacjach | Wyniki w poszczególnych eliminacjach | Wyniki w poszczególnych eliminacjach | Wyniki w poszczególnych eliminacjach | Wyniki w poszczególnych eliminacjach | Wyniki w poszczególnych eliminacjach | Wyniki w poszczególnych eliminacjach | Wyniki w poszczególnych eliminacjach | Punkty | Pozycja |
| ---- | --------- | ------------------------------------ | ------------------------------------ | ------------------------------------ | ------------------------------------ | ------------------------------------ | ------------------------------------ | ------------------------------------ | ------------------------------------ | ------------------------------------ | ------------------------------------ | ------------------------------------ | ------------------------------------ | ------------------------------------ | ------------------------------------ | ------------------------------------ | ------------------------------------ | ------------------------------------ | ------------------------------------ | ------------------------------------ | ------------------------------------ | ------------------------------------ | ------------------------------------ | ------------------------------------ | ------------------------------------ | ------------------------------------ | ------------------------------------ | ------------------------------------ | ------------------------------------ | ------------------------------------ | ------------------------------------ | ------ | ------- |
| 2016 | Carlin    | LEC                                  | LEC                                  | LEC                                  | HUN                                  | HUN                                  | HUN                                  | PAU                                  | PAU                                  | PAU                                  | RBR                                  | RBR                                  | RBR                                  | NOR                                  | NOR                                  | NOR                                  | ZAN                                  | ZAN                                  | ZAN                                  | SPA                                  | SPA                                  | SPA                                  | NÜR                                  | NÜR                                  | NÜR                                  | IMO                                  | IMO                                  | IMO                                  | HOC                                  | HOC                                  | HOC                                  | 27     | 16      |
| 2016 | Carlin    | –                                    | –                                    | –                                    | –                                    | –                                    | –                                    | –                                    | –                                    | –                                    | –                                    | –                                    | –                                    | –                                    | –                                    | –                                    | –                                    | –                                    | –                                    | –                                    | –                                    | –                                    | –                                    | –                                    | –                                    | –                                    | –                                    | –                                    | 19                                   | 4                                    | 3                                    | 27     | 16      |
| 2017 | Hitech GP | SIL                                  | SIL                                  | SIL                                  | MNZ                                  | MNZ                                  | MNZ                                  | PAU                                  | PAU                                  | PAU                                  | HUN                                  | HUN                                  | HUN                                  | NOR                                  | NOR                                  | NOR                                  | SPA                                  | SPA                                  | SPA                                  | ZAN                                  | ZAN                                  | ZAN                                  | NÜR                                  | NÜR                                  | NÜR                                  | RBR                                  | RBR                                  | RBR                                  | HOC                                  | HOC                                  | HOC                                  | 207    | 5       |
| 2017 | Hitech GP | 13                                   | 3                                    | 13                                   | 10                                   | 13                                   | NU                                   | NU                                   | 6                                    | NU                                   | 2                                    | 4                                    | 7                                    | NU                                   | 2                                    | 5                                    | NU                                   | 4                                    | NU                                   | 8                                    | 2                                    | 5                                    | 2                                    | 1                                    | 2                                    | 11                                   | 13                                   | 16                                   | 12                                   | 5                                    | 8                                    | 207    | 5       |

### Formuła 3
| Rok  | Zespół             | Wyniki w poszczególnych eliminacjach | Wyniki w poszczególnych eliminacjach | Wyniki w poszczególnych eliminacjach | Wyniki w poszczególnych eliminacjach | Wyniki w poszczególnych eliminacjach | Wyniki w poszczególnych eliminacjach | Wyniki w poszczególnych eliminacjach | Wyniki w poszczególnych eliminacjach | Wyniki w poszczególnych eliminacjach | Wyniki w poszczególnych eliminacjach | Wyniki w poszczególnych eliminacjach | Wyniki w poszczególnych eliminacjach | Wyniki w poszczególnych eliminacjach | Wyniki w poszczególnych eliminacjach | Wyniki w poszczególnych eliminacjach | Wyniki w poszczególnych eliminacjach | Wyniki w poszczególnych eliminacjach | Wyniki w poszczególnych eliminacjach | Wyniki w poszczególnych eliminacjach | Wyniki w poszczególnych eliminacjach | Wyniki w poszczególnych eliminacjach | Punkty | Pozycja |
| ---- | ------------------ | ------------------------------------ | ------------------------------------ | ------------------------------------ | ------------------------------------ | ------------------------------------ | ------------------------------------ | ------------------------------------ | ------------------------------------ | ------------------------------------ | ------------------------------------ | ------------------------------------ | ------------------------------------ | ------------------------------------ | ------------------------------------ | ------------------------------------ | ------------------------------------ | ------------------------------------ | ------------------------------------ | ------------------------------------ | ------------------------------------ | ------------------------------------ | ------ | ------- |
| 2019 | HWA Racelab        | CAT                                  | CAT                                  | LEC                                  | LEC                                  | RBR                                  | RBR                                  | SIL                                  | SIL                                  | HUN                                  | HUN                                  | SPA                                  | SPA                                  | MNZ                                  | MNZ                                  | SOC                                  | SOC                                  |                                      |                                      |                                      |                                      |                                      | 90     | 7       |
| 2019 | HWA Racelab        | 17                                   | NU                                   | NU                                   | 7                                    | 7                                    | 1                                    | 9                                    | NU                                   | 3                                    | 3                                    | 21                                   | NU                                   | 6                                    | 3                                    | 7                                    | 4                                    |                                      |                                      |                                      |                                      |                                      | 90     | 7       |
| 2020 | HWA Racelab        | RBR                                  | RBR                                  | RBR                                  | RBR                                  | HUN                                  | HUN                                  | SIL                                  | SIL                                  | SIL                                  | SIL                                  | CAT                                  | CAT                                  | SPA                                  | SPA                                  | MNZ                                  | MNZ                                  | MUG                                  | MUG                                  |                                      |                                      |                                      | 111,5  | 7       |
| 2020 | HWA Racelab        | 28                                   | 12                                   | 10                                   | NU                                   | 24                                   | 19                                   | 4                                    | 10                                   | 2                                    | 7                                    | 1                                    | 10                                   | NU                                   | 17                                   | 5                                    | 1                                    | 2                                    | 6                                    |                                      |                                      |                                      | 111,5  | 7       |
| 2021 | Carlin Buzz Racing | CAT                                  | CAT                                  | CAT                                  | LEC                                  | LEC                                  | LEC                                  | RBR                                  | RBR                                  | RBR                                  | HUN                                  | HUN                                  | HUN                                  | SPA                                  | SPA                                  | SPA                                  | ZAN                                  | ZAN                                  | ZAN                                  | SOC                                  | SOC                                  | SOC                                  | 0      | 27      |
| 2021 | Carlin Buzz Racing | –                                    | –                                    | –                                    | –                                    | –                                    | –                                    | –                                    | –                                    | –                                    | 16                                   | 17                                   | 13                                   | –                                    | –                                    | –                                    | –                                    | –                                    | –                                    | –                                    | –                                    | –                                    | 0      | 27      |

### Formuła 2
| Rok  | Zespół          | Wyniki w poszczególnych eliminacjach | Wyniki w poszczególnych eliminacjach | Wyniki w poszczególnych eliminacjach | Wyniki w poszczególnych eliminacjach | Wyniki w poszczególnych eliminacjach | Wyniki w poszczególnych eliminacjach | Wyniki w poszczególnych eliminacjach | Wyniki w poszczególnych eliminacjach | Wyniki w poszczególnych eliminacjach | Wyniki w poszczególnych eliminacjach | Wyniki w poszczególnych eliminacjach | Wyniki w poszczególnych eliminacjach | Wyniki w poszczególnych eliminacjach | Wyniki w poszczególnych eliminacjach | Wyniki w poszczególnych eliminacjach | Wyniki w poszczególnych eliminacjach | Wyniki w poszczególnych eliminacjach | Wyniki w poszczególnych eliminacjach | Wyniki w poszczególnych eliminacjach | Wyniki w poszczególnych eliminacjach | Wyniki w poszczególnych eliminacjach | Wyniki w poszczególnych eliminacjach | Wyniki w poszczególnych eliminacjach | Wyniki w poszczególnych eliminacjach | Punkty | Pozycja |
| ---- | --------------- | ------------------------------------ | ------------------------------------ | ------------------------------------ | ------------------------------------ | ------------------------------------ | ------------------------------------ | ------------------------------------ | ------------------------------------ | ------------------------------------ | ------------------------------------ | ------------------------------------ | ------------------------------------ | ------------------------------------ | ------------------------------------ | ------------------------------------ | ------------------------------------ | ------------------------------------ | ------------------------------------ | ------------------------------------ | ------------------------------------ | ------------------------------------ | ------------------------------------ | ------------------------------------ | ------------------------------------ | ------ | ------- |
| 2020 | BWT HWA Racelab | RBR                                  | RBR                                  | RBR                                  | RBR                                  | HUN                                  | HUN                                  | SIL                                  | SIL                                  | SIL                                  | SIL                                  | CAT                                  | CAT                                  | SPA                                  | SPA                                  | MNZ                                  | MNZ                                  | MUG                                  | MUG                                  | SOC                                  | SOC                                  | BHR                                  | BHR                                  | BHR                                  | BHR                                  | 0      | 23      |
| 2020 | BWT HWA Racelab | –                                    | –                                    | –                                    | –                                    | –                                    | –                                    | –                                    | –                                    | –                                    | –                                    | –                                    | –                                    | –                                    | –                                    | –                                    | –                                    | –                                    | –                                    | 12                                   | NU                                   | –                                    | –                                    | –                                    | –                                    | 0      | 23      |
| 2021 | HWA Racelab     | BHR                                  | BHR                                  | BHR                                  | MON                                  | MON                                  | MON                                  | BAK                                  | BAK                                  | BAK                                  | SIL                                  | SIL                                  | SIL                                  | MNZ                                  | MNZ                                  | MNZ                                  | SOC                                  | SOC                                  | SOC                                  | JED                                  | JED                                  | JED                                  | YAS                                  | YAS                                  | YAS                                  | 8      | 18      |
| 2021 | HWA Racelab     | –                                    | –                                    | –                                    | –                                    | –                                    | –                                    | –                                    | –                                    | –                                    | –                                    | –                                    | –                                    | 12                                   | NU                                   | 13                                   | 4                                    | OD                                   | 18                                   | –                                    | –                                    | –                                    | NU                                   | 13                                   | NU                                   | 8      | 18      |